# Gouaram IV d'Ibérie
Gouaram IV ou Gurgen II d'Ibérie  (en géorgien : გუარამ IV), de la dynastie dite des « Gouaramides », est prince de Kalarzène-Djavakhétie vers 748.

## Biographie
Selon Cyrille Toumanoff, Gouaram IV  succède à son père Gouaram III d'Ibérie dit le Jeune vers 748 uniquement comme prince héréditaire de Kalarzène-Djavakhéti. Il n'est pas reconnu comme prince-primat car le titre est attribué par l'empereur byzantin à son beau-père Adarnassé, un prince issu de la famille des Nersianides. Il disparaît à une date inconnue.

## Postérité
Gouaram IV et la fille d'Adarnassé III d'Ibérie ont un fils :
- Stéphanos III d'Ibérie.